# Bjørn Dahl
Bjørn Dahl (Bergen, 17 aprile 1978) è un calciatore norvegese, difensore del Sædalen.

## Carriera

### Club
Dahl ha iniziato a giocare a livello professionistico nel Viking, dove ha giocato per la maggior parte della carriera. Dal 1998 al 2005, è stato impiegato in centosettantuno incontri di campionato. Nel 2001, ha vinto la Norgesmesterskapet. Si è trasferito al Brann nell'ambito della trattativa che ha portato al Viking il difensore Ragnvald Soma. Oltre a Dahl, al Brann è andata una cifra tra i settecentocinquantamila e gli ottocentottantamila euro. Dahl, fin dal 2006, è stato considerato un buon acquisto per il Brann. L'anno successivo, si è aggiudicato con la sua squadra il campionato 2007. Nel corso del 2009, è passato all'Hønefoss, con cui ha conquistato la promozione. A fine stagione, si è trasferito al Løv-Ham, formazione per cui militò fino al 2011, anno in cui annunciò il ritiro dal calcio professionistico. Nell'estate 2013, però, tornò a giocare a calcio per il Sædalen, formazione di 6. divisjon.

### Nazionale
Dahl ha giocato sei partite per la Norvegia under 21, senza mettere a segno alcuna rete. Ha esordito il 13 ottobre 1998, nella partita contro l'Albania under 21, terminata quattro a uno per gli scandinavi. L'ultima apparizione è datata 13 novembre 1999, in un incontro tra la sua selezione e la Spagna under 21, in cui gli iberici si sono imposti per tre a uno.
Il 28 gennaio 2004 ha disputato la sua unica partita in Nazionale maggiore, nell'amichevole contro Singapore, vinta per cinque a due. A volerlo nella squadra, è stato l'allora commissario tecnico Åge Hareide.

## Palmarès

### Club

#### Competizioni nazionali
- Coppa di Norvegia: 1

Viking: 2001
- Campionato norvegese: 1

Brann: 2007